# Sindur

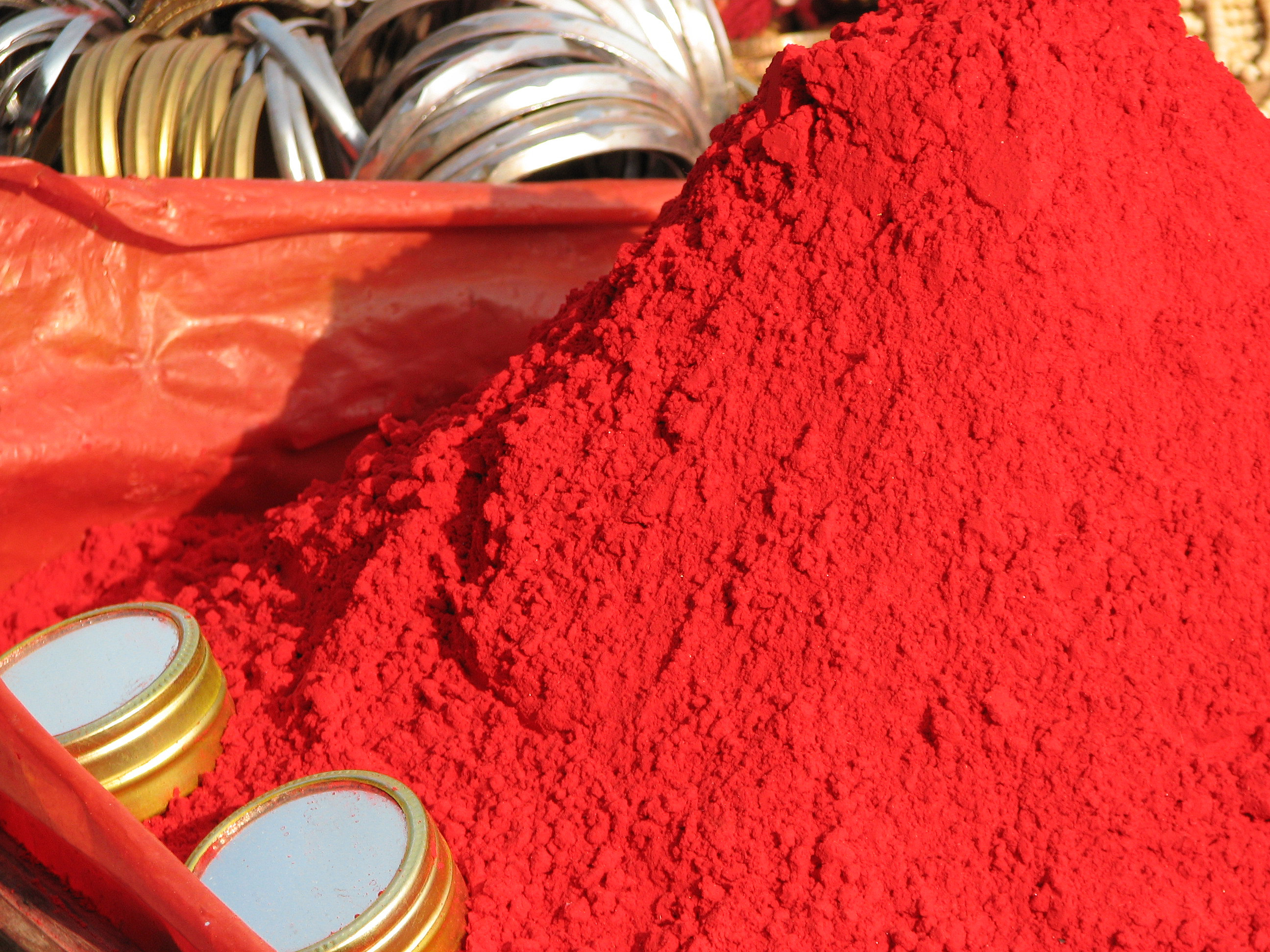
Loses Sindur-Pulver auf einem Markt

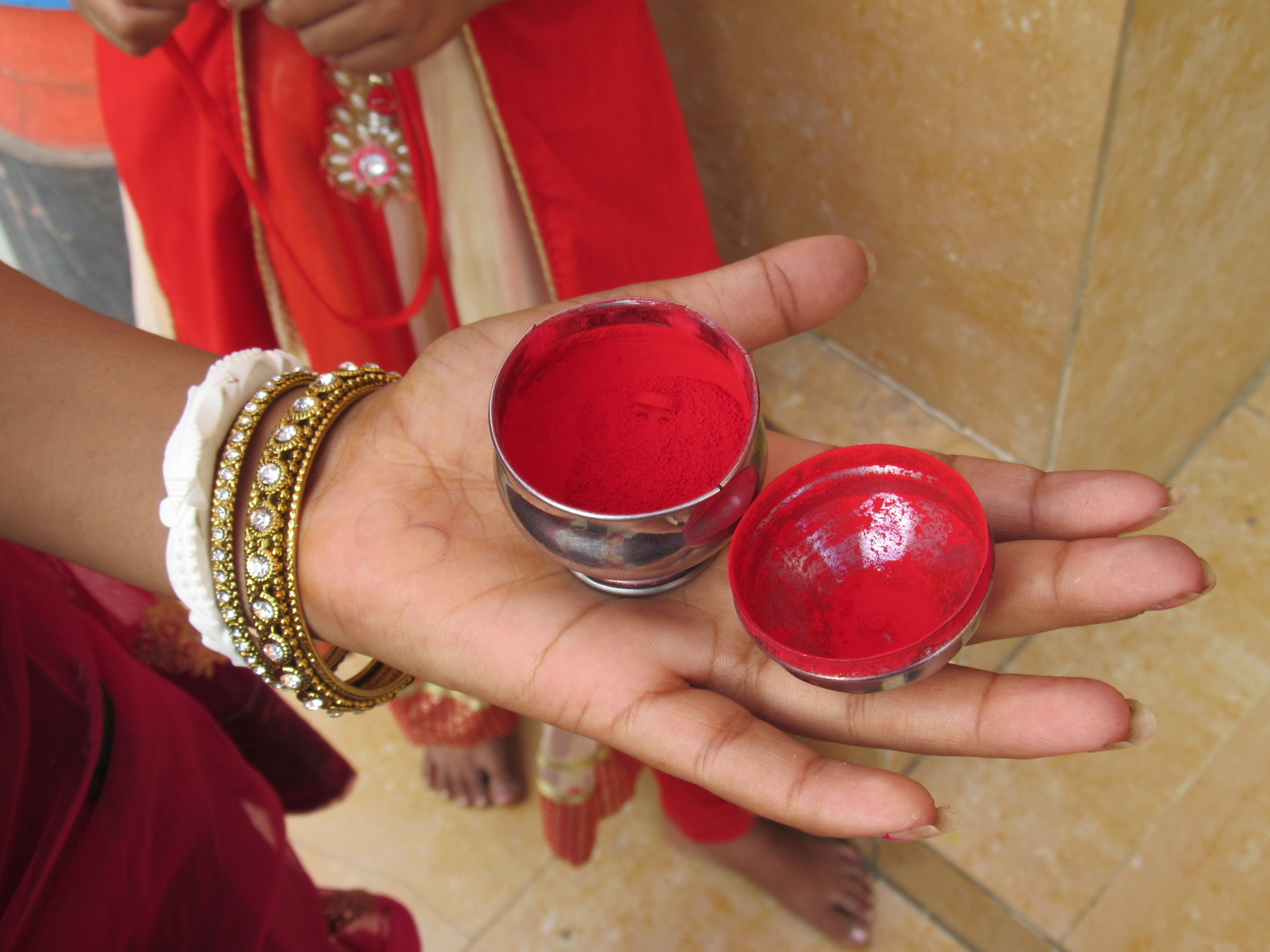
Sindur-Dose aus Edelstahlblech

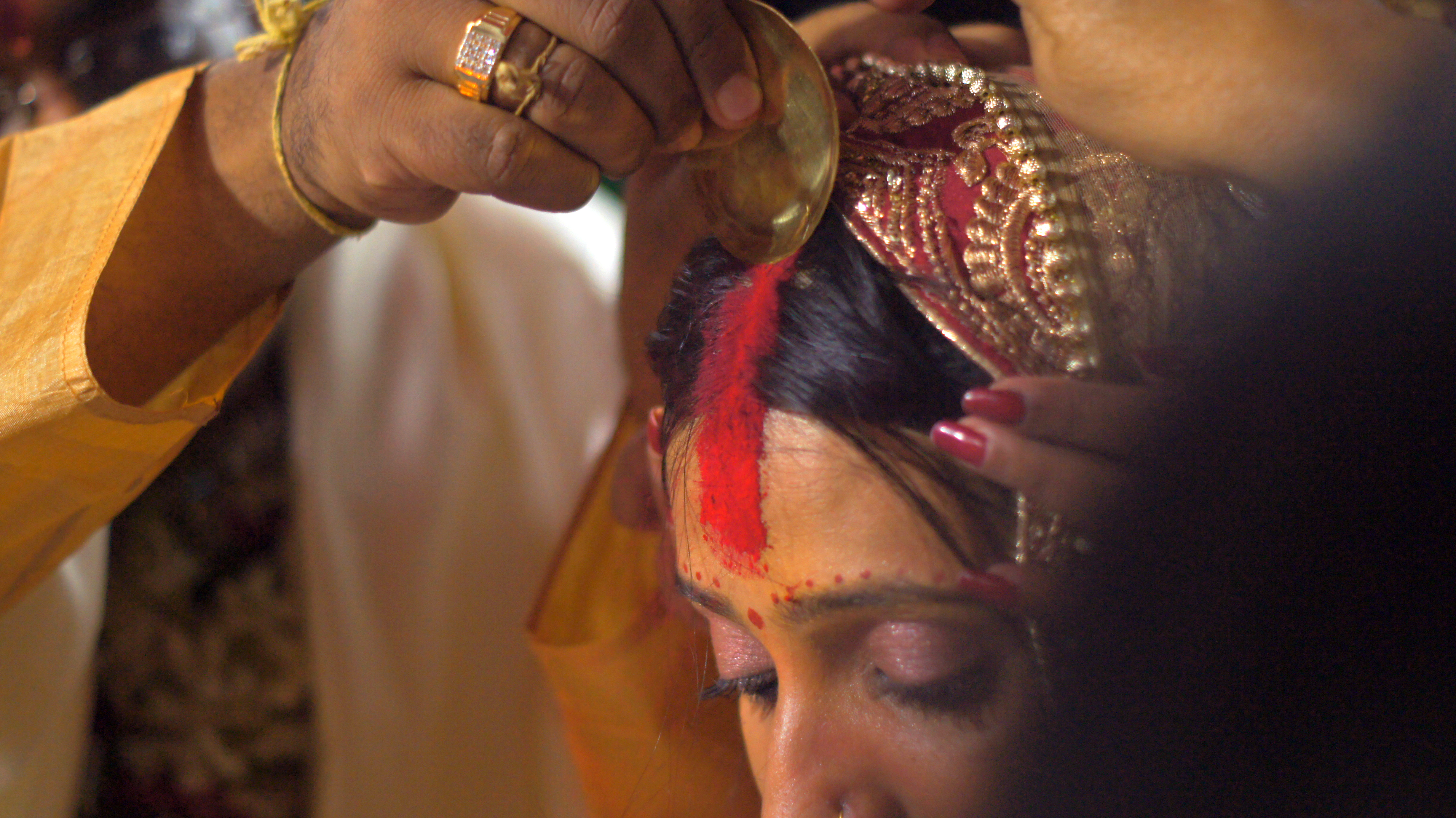
Auftragen von Sindur bei einer indischen Hochzeit

Sindur (Hindi सिन्दूर IAST sindūr) ist ein traditionelles, zinnoberrot oder orangerot gefärbtes Kosmetikpulver, das auf dem indischen Subkontinent von verheirateten Hindu-Frauen zur Kennzeichnung ihres Status  verwendet wird. Die Markierung erfolgt auf der Stirn oder am Haaransatz. Hauptbestandteile des traditionellen Sindurs sind in der Regel Cinnabarit (Quecksilbersulfid), Kurkuma (Gelbwurz) und Kalk.

## Geschichte
Die Verwendung von Sindur hat eine etwa 5000 Jahre dauernde Tradition und eine tiefe religiöse und soziale Bedeutung in der hinduistischen Gesellschaft. Ausgrabungen in Mehrgarh im heutigen Belutschistan bezeugen die Anwendung von Sindur im Bereich des Haaransatzes schon in der frühen Harappa-Zeit. Sindur wird als letzte der 16 Verzierungskünste (Solah Shringar) der verheirateten Hindu-Frau angewendet. Die Verzierung ist ein sichtbarer Ausdruck des Wunsches der Frau nach der Langlebigkeit ihres Mannes.

## Anwendung
Sindur wird traditionell am Anfang oder entlang der ganzen Scheitellinie des Haares einer Frau (mang, Hindi माँग IAST mā̃g) aufgebracht oder als Punkt auf der Stirn appliziert. Die rote Farbe ist im Hinduismus das Zeichen für eine verheiratete Frau. Wenn eine Frau kein Sindur mehr aufträgt, bedeutet dies, dass ihr Mann gestorben ist, sie also Witwe ist.
Der erste Auftrag mit Sindur erfolgt am Tag der Hochzeit durch den Bräutigam. Dieser Brauch wird auch Sindur Dana genannt. Das spätere, tägliche Erneuern der Farbe wird von der Frau selbst vorgenommen. Neben der Pulverform wird Sindur auch als Flüssigkeit oder in Form eines Stifts (ähnlich einem Lippenstift) angeboten, was ein Auftragen der Farbe erleichtert.

## Zusammensetzung und Gesundheitsgefahren

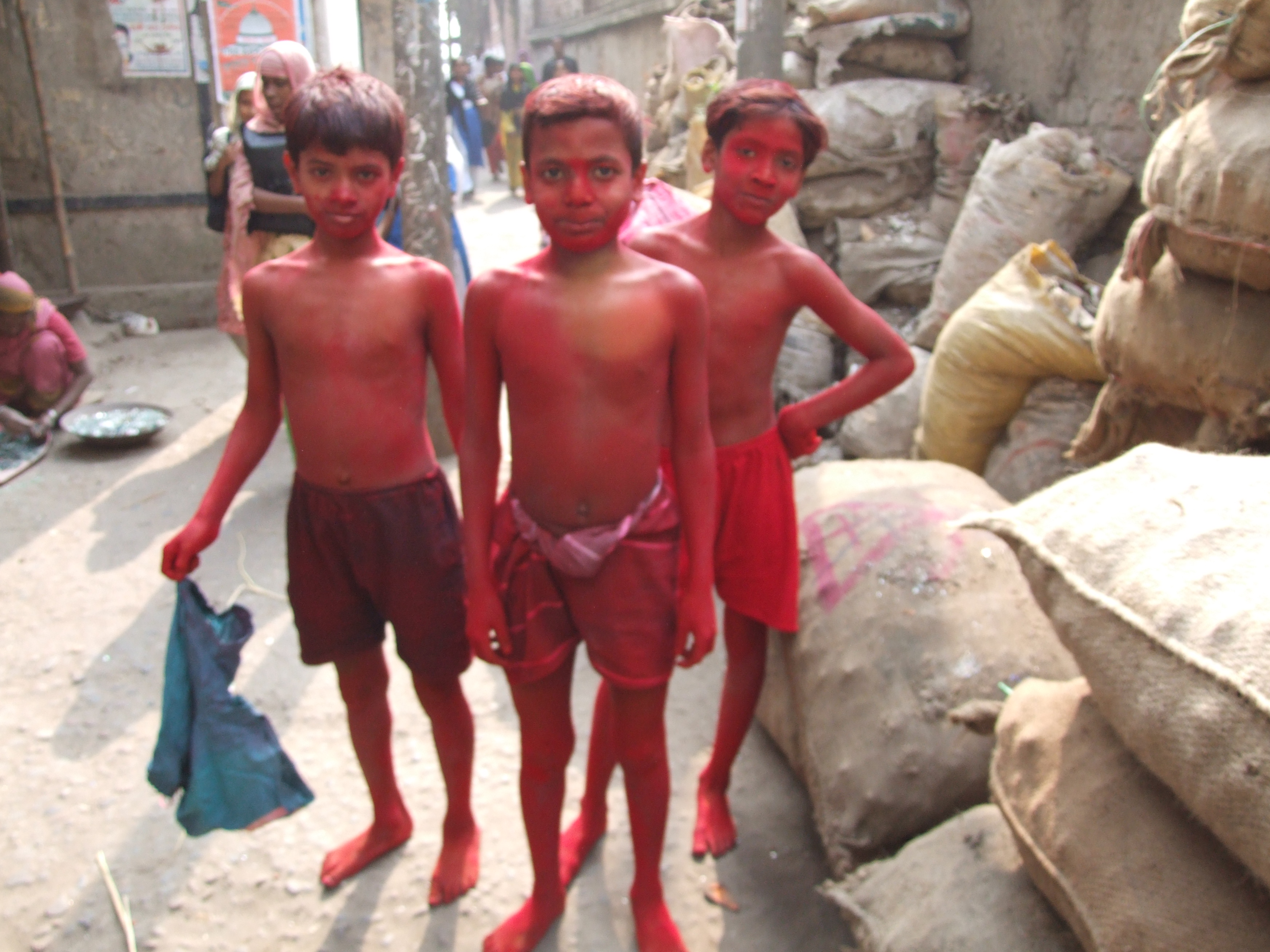
Kinderarbeit zur Herstellung von Sindur in Bangladesch

Während die indischen Frauen das Pulver früher meist selbst zubereiteten und fein mahlten, wird Sindur heute häufig als loses Pulver auf Märkten angeboten. Da die Rezeptur nicht vorgegeben ist, variieren die Inhaltsstoffe des Pigments deutlich und sind außerdem häufig nicht deklariert. Dieses führt dazu, dass insbesondere auf Märkten, aber auch bei No-Name-Produkten im Einzelhandel gesundheitsschädliche Stoffe verarbeitet sein können, die Hautreizungen oder Haarausfall bewirken oder sogar krebserregend sind. Zu diesen gefährlichen Inhaltsstoffen zählt auch das billig herzustellende Bleioxid. Gefährdet werden nicht nur Frauen, die die Farbe anwenden, sondern auch die Gesundheit der Arbeiter bei der Herstellung des Pulvers. 